# Кожин Борис Борисович
Бори́с Бори́сович Ко́жин (нар. 25 вересня 1944) — перший командувач Військово-Морських Сил України, віцеадмірал, народний депутат України 2-го та 3-го скликань, український громадсько-політичний діяч.

## Життєпис
Борис Борисович Кожин народився 25 вересня 1944 року у Пскові, Росія. За національністю — росіянин. У 1961 році приїхав до України у Луцьк.
У 1961—1963 роках, після закінчення середньої школи, працював слюсарем-інструментальником на Луцькому авіаремонтному заводі. Чемпіон Волині серед юніорів, віцечемпіон України з велоспорту 1963 року. Бронзовий призер на III-й Спартакіади Народів СРСР з велоспорту 1963 р.

### У Військово-морському флоті СРСР
У 1963 році Борис Кожин поступив на факультет протичовнового озброєння Вищого військово-морського училища імені М. В. Фрунзе у Ленінграді, яке закінчив у 1968 році з дипломом інженера-електромеханіка.
Після закінчення училища службу проходив на посадах командира групи малого протичовнового корабля МПК-5 Чорноморського флоту, помічника командира, командира протичовнового катера ПК-365 201-го проєкту. За рік командування Кожина його катер вперше в бригаді оголошується відмінним. Як заохочення Борис Кожин був направлений на навчання на Вищі спеціальні офіцерські класи в Ленінграді (11.1971—07.1972). Після закінчення ВСОК ВМФ старший лейтенант Кожин — командир сторожового корабля СКР-6, а згодом СКР-112. Виходив на бойові служби в Середземне море і в Атлантичний океан.
З червня 1975 року капітан-лейтенант Кожин — начальник штабу бригади кораблів охорони водного району Кримської військово-морської бази, що базувалася на озері Донузлав. Достроково отримав військове звання капітан 3-го рангу.
У 1978 році поступив і 1980 року закінчив командний факультет Військово-морської академії імені А. А. Гречко в Ленінграді. Після закінчення академії і до 1986 року — командир 68-ї бригади кораблів охорони водного району (Севастополь).
З грудня 1986 року — начальник штабу — заступник командира Кримської військово-морської бази. В тому ж році отримав військове звання контрадмірал.
У 1987 році обраний Депутатом Кримської обласної ради.
З лютого по квітень 1992 року контрадмірал Кожин — командир Кримської військово-морської бази ЧФ СРСР.

### На розбудові Військово-Морських Сил України

Організаційна група ВМС України. 13 квітня 1993 року
(контрадмірал Кожин в першому ряду в центрі)

7 квітня 1992 року о 17 годині 37 офіцерів управління і штабу Кримської військово-морської бази склали військову присягу на вірність українському народу. Борис Кожин у підготовці складання військової присяги Україні офіцерами свого штабу участі не брав і про призначення ритуалу і складання присяги не знав. Приблизно в цей же час командир Кримської ВМБ у кабінеті представника Президента України в м. Севастополі Івана Єрмакова отримав від першого заступника Голови Верховної Ради України Василя Дурдинця пропозицію очолити майбутній український флот. У той же день йому вручено підписаний напередодні (6 квітня) Указ Президента України про його призначення командувачем Військово-Морських Сил України.
8 квітня 1992 року Міністр оборони України Костянтин Морозов підписав директиву «Про формування Військово-Морських Сил України». 13 квітня сформована орггрупа ВМС України. Створення оргрупи ВМС привело мало не до міждержавного конфлікту: одночасно був обнародуваний указ президента Росії Бориса Єльцина «Про перехід Чорноморського флоту під юрисдикцію Російської Федерації» та дана команда підняти на кораблях ЧФ Андріївські прапори.

Командувач ВМС Борис Кожин (другий зліва) і Міністр оборони України Костянтин Морозов (другий зправа) біля корабля управління «Славутич»

З перших днів роботи орггрупи ситуація навколо неї різко політизувалася. Бориса Кожина звинувачували в будівництві паралельних флотських структур. Розпуску орггрупи, а потім і переведення її з Севастополя до Новоозерного вимагав Командувач ЧФ адмірал Касатонов, Військова рада і офіцерські збори флоту, різноманітні проросійські політичні і громадські організації. Вони вбачали в українських моряках основу державотворчих процесів в Севастополі і в Криму та зміцненню на півострові позицій української держави.
1 грудня 1992 року введені в дію штати штабу і структур Військово-Морських Сил України. Сформовані командування, Військова рада, управління і служби штабу ВМС, почали формуватися структури флоту. Уряд України затвердив запропонований Кожином план добудови бойових кораблів на суднобудівних заводах України і створення на їхній базі Військово-Морських Сил.
У 1992—1993 роках українською промисловістю були добудовані і передані Військово-Морським Силам фрегат «Гетьман Сагайдачний», великий розвідувальний корабель «Славутич», десантний корабель на повітряній подушці «Донецьк», корвет «Луцьк». Штабом ВМС були сформовані екіпажі кораблів. Розпочато заходи бойової підготовки. Одночасно формувалися підрозділи бойового і тилового забезпечення флоту. 29 червня 1993 року в Севастополі сформований і укомплектований технікою і особовим складом батальйон морської піхоти ВМС.

Мітинг на честь підйому військово-морського прапора на фрегаті «Гетьман Сагайдачний»

У вересні 1993 року Борис Кожин подав рапорт Міністру оборони з проханням звільнити його з посади.
8 жовтня Указом Президента України Борис Кожин був звільнений з посади командувача ВМС України і направлений в розпорядження Міністра оборони України. Заміна в Бориса Кожина була професійна — з весни у штабі ВМС постійно перебував представник Міністра оборони України віцеадмірал Володимир Безкоровайний, колишній командувач флотилії атомних підводних крейсерів стратегічного призначення Північного флоту.
Адмірал Кожин вивів з заводу, а потім і в море перші бойові українські кораблі. За час командування Військово-Морськими Силами Борис Кожин об'єднав не лише моряків, а й усі державницькі сили Севастополя, створив базу для успішного функціонування української влади в Севастополі.
До червня 1995 року Борис Борисович займав посаду радника начальника Академії Збройних Сил України з військово-морських питань.

### Громадсько-політична діяльність
Як активний громадський і політичний діяч Борис Кожин обирався народним депутатом України 2-го та 3-го скликань протягом 1994—2002 років. Автор багатьох законопроєктів з національної безпеки України. Член Української Народної Партії з 1994 року. Двічі обирався Головою Спілки офіцерів України.
З 2002 року, ставши військовим пенсіонером, займається громадською діяльністю як Голова Конгресу громадянського суспільства України. Активний діяч у сфері популяризації української культури за межами України, член Української Всесвітньої Координаційної Ради, офіційний представник Товариства «Україна» (Мюнхен, Німеччина) в Києві.